# 마게카에

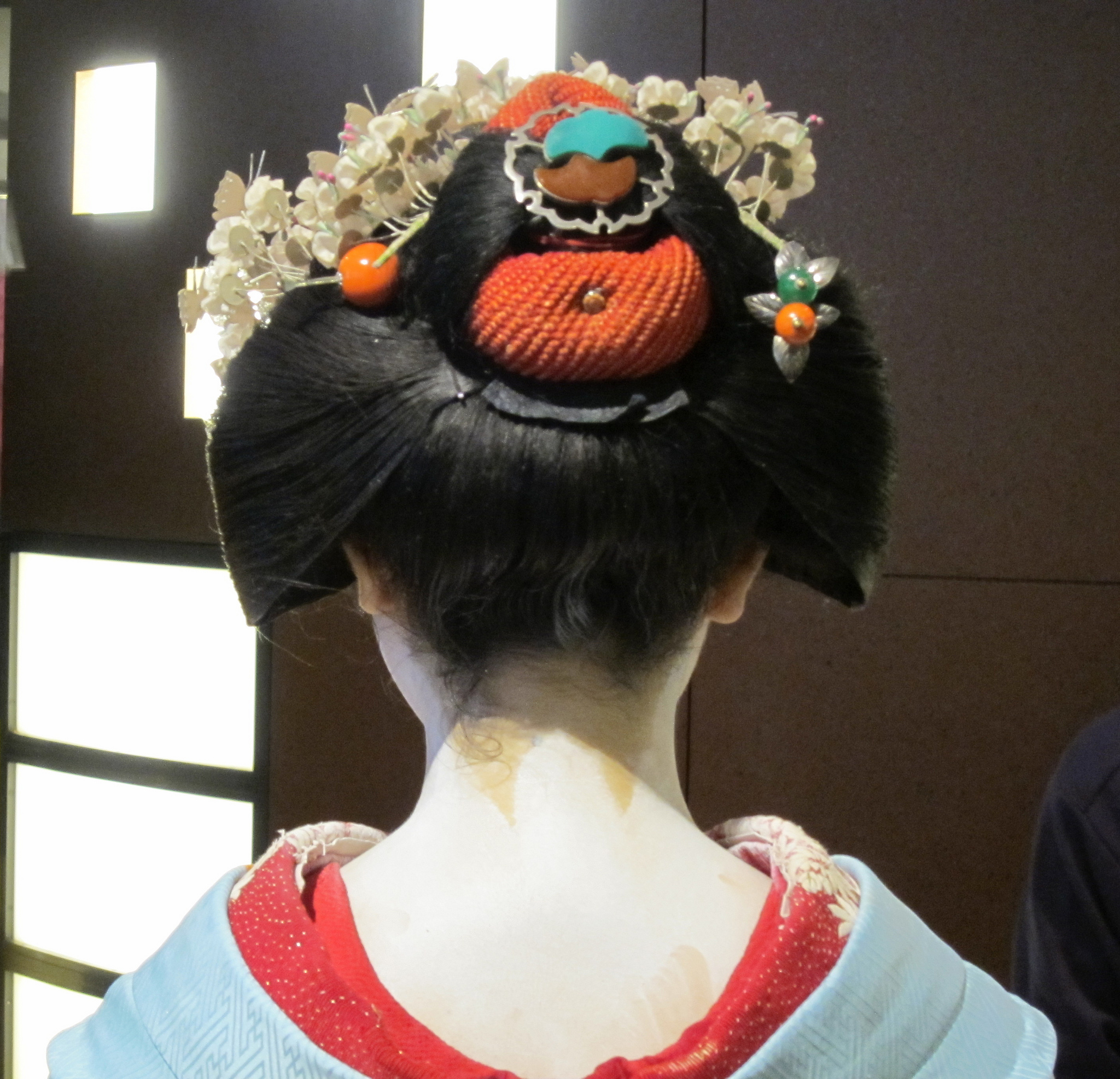
와레시노부

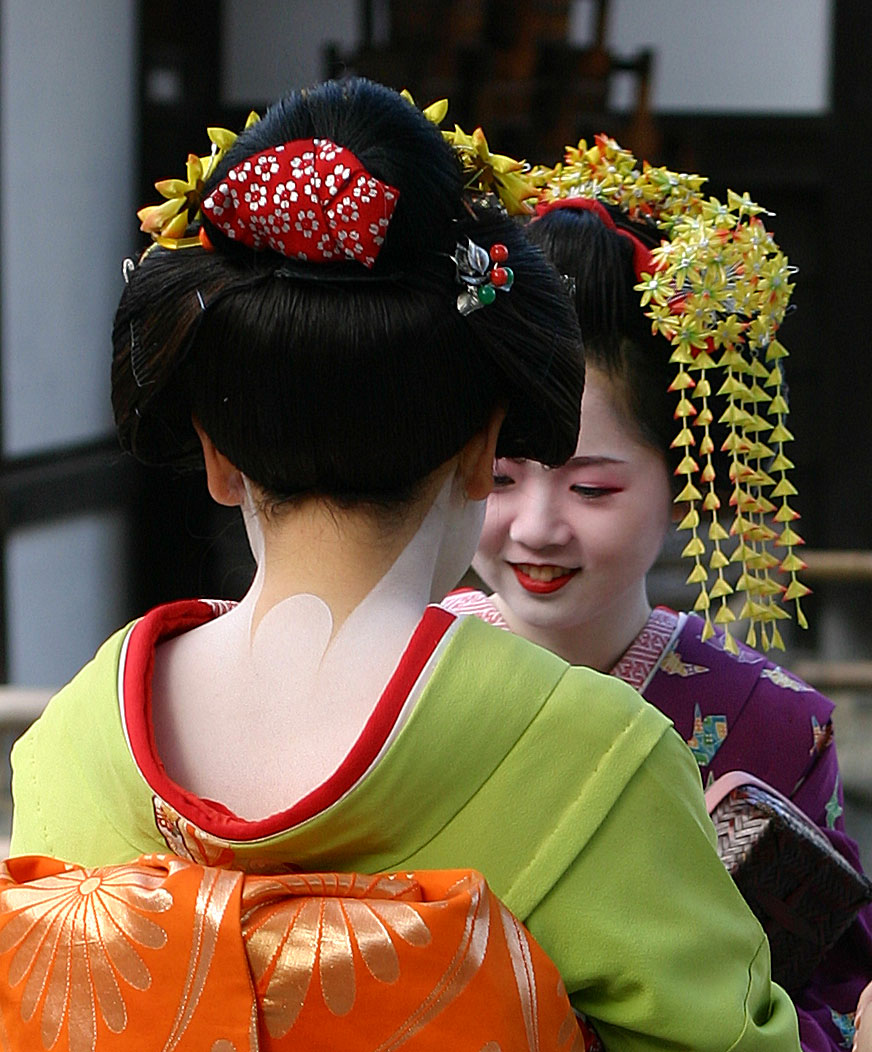
마이코 풍 오후쿠

마게카에/와게카에(일본어: 髷替え まげかえ/わげかえ[*])는 교토의 마이코가 마이코가 된지 햇수가 지났을 무렵에 머리 모양을 와레시노부에서 오후쿠로 (후쿠가미라고도 함)으로 묶는 법을 바꾸는 것을 가리킨다.

## 마게카에의 시기
대체로 마이코가 된지 2~3년 째 쯔음에 행해진다. 마이코에서도 연장자가 되어, 게이샤에 한발짝 다가선 존재가 된다.

## 마게카에와 미즈아게
전쟁 전까지 교토의 카가이에서는 마이코에게 미즈아게 단나가 붙으면 "마게카에"를 했기 때문에, "마게카에는" 말하자면 미즈아게의 증거였지만, 현재의 "마게카에"는 마이코가 되고 연차가 지나 외형이 조금 어른스러워져서 입장도 나름대로 된 마이코에 맞게 헤어스타일도 조금 어른스러운 것으로 바꾼다는 것 뿐이다. 또한 현재의 마이코의 미즈아게도, 색사 없이 와레시노부에서 오후쿠로 바꾸는 사실상의 "마게카에"로 여겨지는 경우가 있다.

## 같이 보기
- 와레시노부
- 오후쿠
- 삿코